# Deliverance
Deliverance je šesti studijski album švedskog heavy metal-sastava Opeth. Diskografska kuća Music for Nations objavila ga je 12. studenog 2002. Sniman je od 22. srpnja do 4. rujna 2002., u isto vrijeme kad i sedmi album Damnation, koji je objavljen godinu dana poslije. Dva se navedena albuma izrazito razlikuju i namjerno razdvajaju dva najzastupljenija glazbena stila skupine; Deliverance se smatra jednim od najžešćih albuma, a Damnation prikazuje eksperimentiranje s nježnijim zvukom nadahnutim progresivnim rockom.

## O albumu
Opeth je izvorno želio objaviti Deliverance i Damnation kao jedan dvostruki album, no diskografska kuća naposljetku je odbila taj prijedlog i uratke je objavila odvojeno. Da bi svaki od njih primjereno podržala reklamnom kampanjom, albume nije objavila istog dana – Damnation je objavljen otprilike pet mjeseci poslije Deliverancea.
Mikael Åkerfeldt, pjevač i gitarist skupine, pisao je pjesme tijekom snimanja albuma jer grupa dotad nije napisala ni jednu, zbog čega je snimanje trajalo vrlo dugo. Pjesme je pisao i skladao tijekom noći, a s ostalim ih je članovima snimao tijekom dana.
Pjesma "Master's Apprentices" nazvana je po The Masters Apprenticesu, australskom sastavu hard/progresivnog rocka. Pjesma "For Absent Friends" dobila je ime po istoimenoj pjesmi s albuma Nursery Cryme skupine Genesis.
Na kraju pjesme "By the Pain I See in Others" posljednja nota polako postaje sve tiša, a sama pjesma završava nakon deset minuta i četrdeset sekundi. Zatim slijedi tišina sve do dvanaeste minute, nakon koje dolaze dva backmaskirana stiha iz pjesme "Master's Apprentices" na oznakama trajanja 12:20 i 13:15. Ta dva backmaskirana stiha čine skrivenu skladbu.

## Popis pjesama
Tekstovi i glazba: Mikael Åkerfeldt. 
| 1.    | »Wreath«                            | 11:10 |
| 2.    | »Deliverance«                       | 13:36 |
| 3.    | »A Fair Judgement«                  | 10:24 |
| 4.    | »For Absent Friends« (instrumental) | 2:17  |
| 5.    | »Master's Apprentices«              | 10:32 |
| 6.    | »By the Pain I See in Others«       | 13:51 |
| 61:50 |                                     |       |

## Recenzije
Deliverance se pojavio na šesnaestom mjestu ljestvice Top Heatseekers i na devetnaestom mjestu ljestvice Top Independent Albums, čime je postao prvo Opethovo glazbeno izdanje koje se našlo na nekoj glazbenoj ljestvici. Opeth je nakon objave albuma osvojio nagradu Grammis za Najbolji hard rock-nastup.
Eduardo Rivadavia, glazbeni kritičar sa stranice AllMusic, dodijelio mu je četiri zvjezdice od njih pet i komentirao je: "Deliverance je suptilniji [album] od svih svojih prethodnika; slušateljima nudi opsjednute nijanse i majstorsku dinamiku, ne preplavljuje ih pukom masom i složenošću. Kao što je i inače slučaj, [albumom] vladaju zadivljujući desetominutni glazbeni stavci koji tu kreativnu evoluciju dovode do savršenstva. [...] Sve u svemu, neki bi pesimisti mogli opisati Deliverance kao neku vrstu ponovljenog Blackwater Parka, no to bi bila kratkovidna reakcija jer je album sam za sebe izvanredno postignuće. Još nitko nije osporio činjenicu da Opeth nema premca u doprinosu prijelaza heavy metala u novo tisućljeće te u tome svjetlu Deliverance stoji kao još jedan rad vrlo velike vizije tog nevjerojatnog sastava".

## Zasluge
| Opeth - Mikael Åkerfeldt – vokali, gitara, produkcija - Peter Lindgren – gitara - Martín Méndez – bas-gitara - Martin Lopez – bubnjevi, perkusija Dodatni glazbenici - Steven Wilson – prateći vokali, gitara, klavir, melotron, klavijature, produkcija | Ostalo osoblje - Fredrik Nordström – inženjer zvuka - Harry Välimäki – fotografija - Ken Seany – fotografija - Andy Sneap – miksanje - Travis Smith – fotografija, dizajn - Rex Zachary – fotografija |

## Vanjske poveznice
- Oprema korištena za vrijeme snimanja Deliverancea na službenim stranicama sastava.